# Jews Relief Act 1858
Der Jews Relief Act 1858 (21 & 22 Vict. c. 49), auch bekannt als Jewish Disabilities Act, ist ein an Act of Parliament des Parlament des Vereinigten Königreiches. Der Langtitel lautet „An Act to provide for the Relief of Her Majesty’s Subjects professing the Jewish Religion“, „Ein Gesetz zur Erleichterung der Untertanen Ihrer Majestät, die sich zur jüdischen Religion bekennen.“ Er beseitigte die vormaligen Hindernisse für den Zugang von Juden in das Unterhaus. Er war wichtiger Schritt zur Judenemanzipation im Vereinigten Königreich.
Nachdem der Roman Catholic Relief Act 1829 verabschiedet wurde, gab es 1830 einen erfolglosen Versuch auch Juden einen Sitz im Parlament zu ermöglichen. 1847 wurde Lionel de Rothschild zum Abgeordneten für den Wahlkreis City of London gewählt. Er konnte den Sitz aber nicht einnehmen, da er als Jude den Amtseid nicht leisten konnte. Daraufhin brachte Premierminister John Russell (Whig) einen Gesetzentwurf ein. Der spätere Premierminister der Konservativen und gebürtige Jude Benjamin Disraeli unterstützte den Entwurf allerdings folgte ihm seine Partei darin nicht.
1848 wurde das Gesetz im Unterhaus verabschiedet, aber zweimal im Oberhaus abgelehnt. Ebenso ging es  einem erneuten Gesetzentwurf im Jahre 1851. Bei den Allgemeinen Wahlen 1852 wurde Rothschild erneut ins Parlament gewählt. 1853 wurde wiederum  ein erneuter Gesetzentwurf  im House of Lords abgelehnt. Schließlich stimmte das House of Lords 1858 einem Vorschlag zu, der es jedem Haus ermöglichte, über seinen eigenen Eid zu entscheiden.
Der Gesetz erlaube es jeder Person, die sich zur jüdischen Religion bekennt, die Worte „und ich gebe diese Erklärung zum wahren Glauben eines Christen“ wegzulassen. Allerdings wurde ausdrücklich festgelegt, dass das Gesetz nicht für die Amtseide zu Übernahme von Ämtern in der Church of England oder der Church of Scotland erstrecke. Ein gleichzeitig verabschiedetes separates Gesetz (Oaths Act 1858, 21 & 22 Vict. c. 48) führte zu ähnlichen Reformen für die Amtseide, die für andere Ämter als der Mitgliedschaft im Parlament erforderlich waren.
Durch die Änderungen des Gesetzes in den Jahren 1871, 1922, 1973, 1980 und 1986 wurden mittlerweile alle Beschränkungen für die Amtsausübung von Juden aufgehoben. Sie dürfen nur bestimmte Aufgaben im Zusammenhang mit der Church of England oder der Church of Scotland nicht ausüben.